# Hallgarten
Hallgarten est une municipalité allemande située dans le land de Rhénanie-Palatinat et l'arrondissement de Bad Kreuznach.

## Histoire

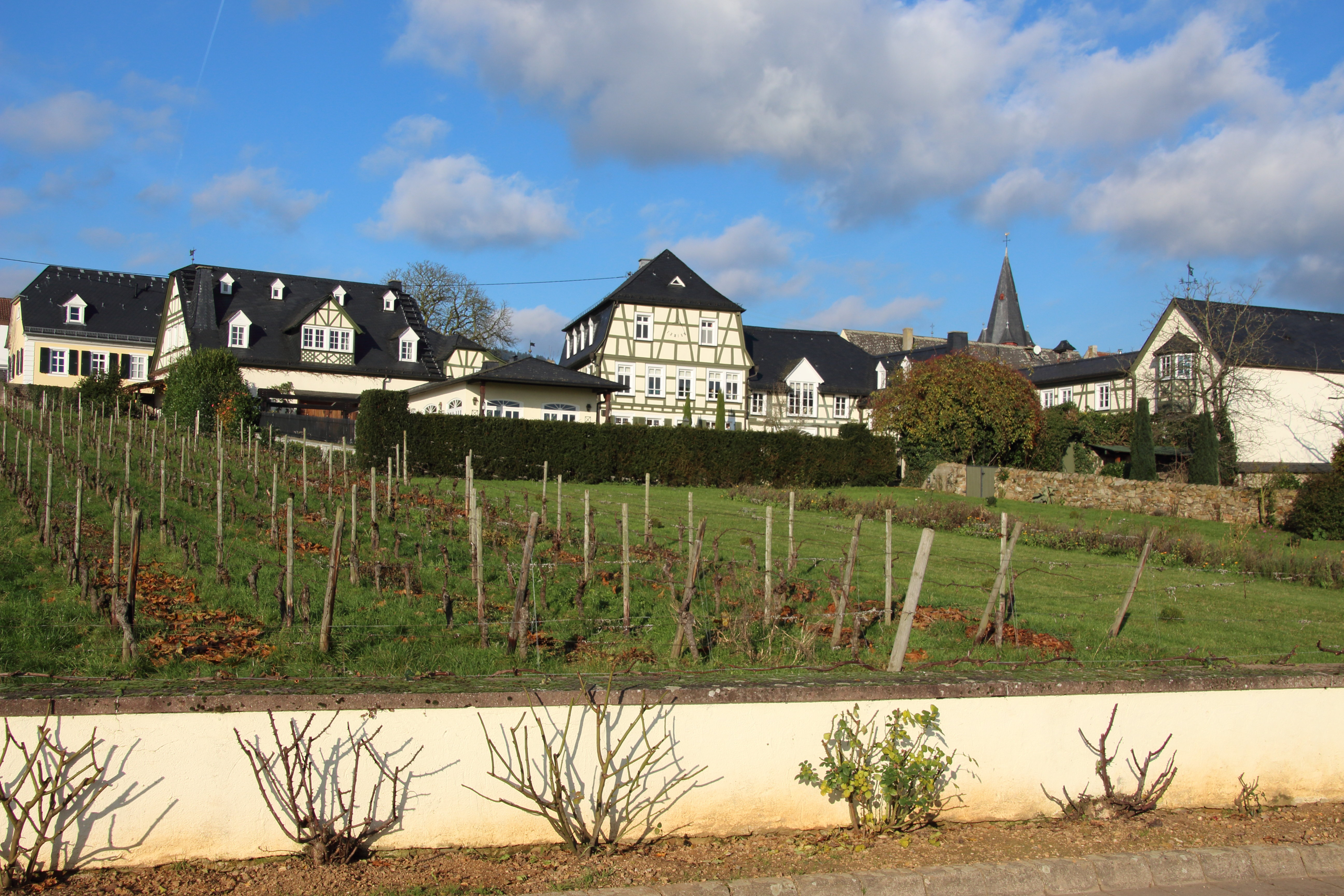
Ancien domaine viticole de la famille Itzstein à Hallgarten

C'est dans son domaine de Hallgarten que l'homme politique libéral Johann Adam von Itzstein organisait des rencontres réunissant des opposants de différents bords dans le but d'élaborer des stratégies communes pour trouver une alternative parlementaire à la Confédération germanique. Les rencontres de Hallgarten sont aujourd'hui considérées comme étant l'un des germes du Parlement de Francfort.